# Хумусний салат
Хумусний салат (араб. سلطة حمص‎) — традиційний арабський салат. Зазвичай складається з сухого нуту, карбонованої соди, лимонного соку, часнику, тахіні, солі, оливкової олії та кмину. Один з найпопулярніших салатів в Арабському світі.